# 邵阳市第一中学
27°13′44″N 111°28′39″E / 27.228965°N 111.477523°E
邵阳市第一中学（英語：No.1 High School of Shaoyang Hunan）位于湖南省邵阳市大祥区邵水西路306号，为邵阳市公立学校，湖南省示范性中学之一。

## 历史
1941年3月，“湖南省立第六中学”建立，为邵阳二中的前身，首任校长是毛泽东在湖南第一师范学院的校长张干。
1952年12月，湖南省立第六中学更名为“邵阳市第一中学”。

## 学校建筑
- 图书馆
- 科技馆
- 体育馆
- 音乐馆
- 古城老街
- 河口风光
- 百步石径

## 历届高考学生
| 时间   | 数量  | 备注 |
| ------ | ----- | ---- |
| 1955年 | 43人  |      |
| 2001年 | 442人 |      |
| 2002年 | 472人 |      |
| 2003年 | 558人 |      |
| 2005年 | 558人 |      |
| 2006年 | 581人 |      |

## 著名校友
- 廖墨香，数学家、易学家。
- 聂锦麟，中华人民共和国首颗原子弹研制科学家。[2]
- 谢佑卿，复合材料专家，中南大学教授。[2]
- 杨丹，电视节目主持人。[2]
- 金晓玲，电视节目主持人。[2]
- 袁源，广州军区少将。[2]
- 龙川，广西壮族自治区政协主席。[2]
- 唐伯福，医学家。[2]
- 欧阳俊文，中国科学院遗传研究所教授。[2]
- 刘昆准，科学家。[2]
- 刘春贤，新华社记者。[2]